# Sonny Boy Williamson II
Sonny Boy Williamson II, anche conosciuto come Rice Miller, Willie Williamson, Willie Miller, Little Boy Blue, The Goat e Footsie, pseudonimo di Aleck Miller (Glendora, 11 marzo 1908 – Helena, 24 maggio 1965), è stato un cantante, compositore e armonicista blues statunitense.
Alcune sue hits più famose sono Fattenin' Frogs for Snakes, Don't Start me Talkin', Keep It To Yourself, Your Funeral and My Trial, Bye Bye Bird, Nine Below Zero, Help Me, e la sconosciuta Little Village.

## Biografia
Rice Miller nacque nella piantagione Sara Jones vicino a Glendora nella Contea di Tallahatchie, Mississippi. La data di nascita è ancora oggi oggetto di discussioni. Miller affermò di essere nato il 5 dicembre 1899, ma un ricercatore, David Evans, sostiene di aver trovato documenti di censimento, che dimostrerebbero che il musicista sarebbe nato intorno al 1912. La lapide dell'armonicista porta la data dell'11 marzo 1908.
Miller visse e lavorò nella piantagione con suo padre, Jim Miller, e sua madre, Millie Ford, fino agli inizi degli anni trenta. Dagli anni trenta in avanti, viaggiò per il Mississippi e l'Arkansas e incontrò Blind Lemon Jefferson, Big Joe Williams, Elmore James and Robert Lockwood Jr., conosciuto come Robert Junior Lockwood, che avrebbe suonato la chitarra nelle incisioni di Sonny Boy.
Williamson sviluppò la sua tecnica e il suo stile in questi anni. Willie Dixon disse di aver visto Lockwood e Sonny Boy, con un'armonica amplificata a Greenville (Mississippi) negli anni trenta. Stava esaltando il pubblico giocando con l'armonica a bocca tenendola tra il labbro superiore e il naso e suonando senza mani.
Williamson visse per un po' di tempo a Twist, in Arkansas con la sorella di Howlin' Wolf, Mary Burnett e insegnò a Wolf come suonare l'armonica. (Più tardi, per la Chess, Williamson suonò un brano-parodia su Howlin' Wolf intitolata Like Wolf). Nel 1941 Miller fu assunto per suonare il King Biscuit Time show sulla stazione radio KFFA a Helena (Arkansas) con Lockwood.
Fu a questo punto che lo sponsor del programma radiofonico, Max Moore, iniziò a chiamare Miller Sonny Boy Williamson, apparentemente per riuscire a captare parte della fama del più famoso armonicista e cantante di Chicago, John Lee Williamson (Sonny Boy Williamson I). Sebbene John Lee Williamson fosse una famosa stella del blues che aveva già pubblicato dozzine di incisioni sotto il nome di Sonny Boy Williamson fin dal 1937, Aleck Miller sostenne di essere il primo ad usare quel nome, e alcuni appassionati di blues credono che l'asserzione di Williamson di essere nato nel 1899 fosse una scusa a sostegno del fatto di essere stato il primo ad usare il nome prima di John Lee Williamson, nato nel 1914. Malgrado il dubbio, Miller iniziò ad essere conosciuto come Sonny Boy Williamson, (universalmente chiamato per distinguerlo da John Lee, come Sonny Boy Williamson "numero due", o Sonny Boy Williamson "secondo") mentre Lockwood e il resto della band erano i King Biscuit Boys. La sua crescente fama nel sud lo portò in posti come West Memphis, Arkansas, dove suonò a uno show della radio KWEM per uno spot dell'elisir Hadacol.
La prima sessione di registrazione di Williamson si tenne nel 1951 per Lillian McMurray della Trumpet Records di Jackson (Mississippi), tre anni dopo la morte di John Lee Williamson.
Quando la Trumpet andò in bancarotta nel 1955, il contratto discografico di Sonny Boy fu ceduto ai creditori, i quali a loro volta lo vendettero alla Chess Records di Chicago. Williamson iniziò ad avere un certo seguito a Chicago in questi anni, da quando apparse sulla scena come un membro del gruppo di Elmore James "Broomdusters". Fu durante gli anni con la Chess che raggiunse il culmine del successo e della fama, incidendo circa 70 canzoni per la sussidiaria della Chess, la Checker Records dal 1955 al 1964 e nel 1959 incise il suo primo album Down and Out Blues. Negli anni sessanta fece una tournée europea negli anni del boom musicale inglese, registrando con gli Yardbirds, e con gli Animals. Durante questo tour sembra che Sonny Boy abbia pugnalato un uomo durante una lotta in strada e abbia lasciato il Paese in fretta e furia.

## Vita privata
Negli anni quaranta Williamson sposò Mattie Gordon, che rimase sua moglie fino alla morte, avvenuta il 24 maggio 1965 (la lapide porta erroneamente come data di morte il 23 giugno 1965) a Helena, Arkansas.

## Stile
Williamson era caratterizzato da alcuni elementi, un fiaschetto da tasca di whiskey, una pistola, un coltello, una bocca orribile, un pizzetto grigio e una forte irritabilità. Indossava sempre un abito elegante, e con il tour europeo ebbe la possibilità di abbellire il suo aspetto, con una giacca a due colori più elegante e una bombetta.
Rice Miller divenne noto per essere stato un originale compositore blues, il suo stile laconico nel suonare l'armonica e il suo stile malizioso nel cantare, lo identificano come un vero artista. Molti dei suoi migliori lavori mostrano un solido ritmo swing, e un ricco dialogo fra armonica, chitarra, piano e batteria. Il suo uso delle pause, il suo senso ritmico e il suo stile lo pongono al pari dei più grandi armonicisti blues di sempre.

## Omaggi
- Lucio Dalla lo cita nella canzone Il parco della luna.

## Influenze
Sonny Boy Williamson II ha avuto una grande influenza su artisti blues e bluesrock e altri leggendari artisti come è chiaro dalle numerose canzoni che sono state reinterpretate. 
Fra le molte ci sono:
- Van Morrison - Take You Hands Out of My Pocket,  Help Me -  entrambe nel 1974 It's Too Late to Stop Now
- New York Dolls - Don't Start me Talkin'
- Nick Cave - Your Funeral my Trial
- John Mayall's Bluesbreakers - Help Me, Checkin' up on my Baby
- Led Zeppelin - Bring it on Home
- Muddy Waters - Nine Below Zero, Decoration Day
- Howlin' Wolf - Cool Disposition, Decoration Day
- Aerosmith - Eyesight to the Blind
- The Who - Eyesight to the Blind
- Mose Allison - Eyesight to the Blind
- Nine Below Zero - Prendono il nome dalla omonima canzone di Sonny Boy.
- Gary Moore - Eyesight to the Blind, Checkin' up on my Baby
- John P. Hammond - Don't Start me Talking, Fattening frog the Snake
- La sua canzone Eyesight to the Blind fu eseguita dagli Who come canzone chiave nella loro opera rock Tommy (unica canzone all'interno dell'opera non composta da uno dei membri della band) e fu in seguito reinterpretata dagli Aerosmith nell'album Honkin' on Bobo.[2]